# Рука страха
Рука страха (англ. The Hand of Fear) — вторая серия четырнадцатого сезона британского научно-фантастического телесериала «Доктор Кто», состоящая из четырёх эпизодов, которые были показаны в период с 2 по 23 октября 1976 года.

## Сюжет
Много тысяч лет назад на планете Кастрии преступник по имени Элдрад был приговорён к смерти за свои преступления, включая уничтожение барьеров от солнечного ветра. Судно с ним было взорвано, но его рука осталась целой. В настоящем времени ТАРДИС приземляется в карьере, и попадают под оползень от взрыва. Очнувшаяся Сара дотрагивается до окаменелой руки с кольцом, и та берёт её под контроль. Доктор отвозит её в больницу, где под действием рентгена силы руки увеличиваются, и она берёт под контроль ещё и доктора Картера.
Сара отправляется к атомной электростанции, Комплексу Нантон, и входит в реактор вместе с рукой, что вызывает аварийную ситуацию. Рука поглощает радиацию и регенерирует: отращивает мизинец и начинает двигаться без посторонней помощи. Начальник комплекса, профессор Уотсон, остаётся на посту и принимает помощь Доктора. Тот добирается до Сары несмотря на столкновение с Картером, который тут же падает с высоты, но всю радиацию поглощает рука, и Доктор уводит Сару в медицинское крыло.
Кольцо на руке берёт под контроль сотрудника станции Дрисколла, который в суматохе кладёт руку в ядро реактора. Бомбёжка добавляет ещё радиации, и Элдрад регенерирует в гуманоидную форму. Обнаружив себя в форме женщины и узнав у Доктора причины враждебности людей к ней, она просит отвезти её на Кастрию, объяснив, что она создала солнечные барьеры, позволившие процветать планете давным-давно, но уничтоженные во время войны.
Доктор, Сара и Элдрад отправляются на Кастрию через 150 миллионов лет после уничтожения барьеров. Они обнаруживают опустошённый мир, но в подземельях остались следы цивилизации. Элдрад попадает в одну из ловушек, и её относят в регенерационную камеру, где она превращается в свою мужскую форму. Появляется голограмма короля Рокона, и оказывается, что именно Элдрад уничтожил барьеры. Поняв, что эта была всего лишь запись, а вся раса кастрианцев вымерла, Элдрад решает создать новый мир на Земле. Но Доктор сбрасывает его в бездну, предварительно отобрав кольцо, чтобы тот не смог регенерировать.
Вскоре после отбытия Доктор принимает вызов с Галлифрея и говорит, что Сара не может с ним полететь. Он отвозит её на Землю и прощается с ней. После отбытия ТАРДИС, Сара понимает, что Доктор оставил её вовсе не на Хиллвью-Роуд и даже не в Южном Кройдоне…

## Трансляции и отзывы
| Эпизод            | Дата показа     | Продолжительность | Телезрители (в миллионах) |
| ----------------- | --------------- | ----------------- | ------------------------- |
| «Часть 1»         | 2 октября 1976  | 24:50             | 10,5                      |
| «Часть 2»         | 9 октября 1976  | 24:48             | 10,2                      |
| «Часть 3»         | 16 октября 1976 | 24:22             | 11,1                      |
| «Часть 4»         | 23 октября 1976 | 25:00             | 12,0                      |
| [ 1 ] [ 2 ] [ 3 ] |                 |                   |                           |